# Свайное жилище

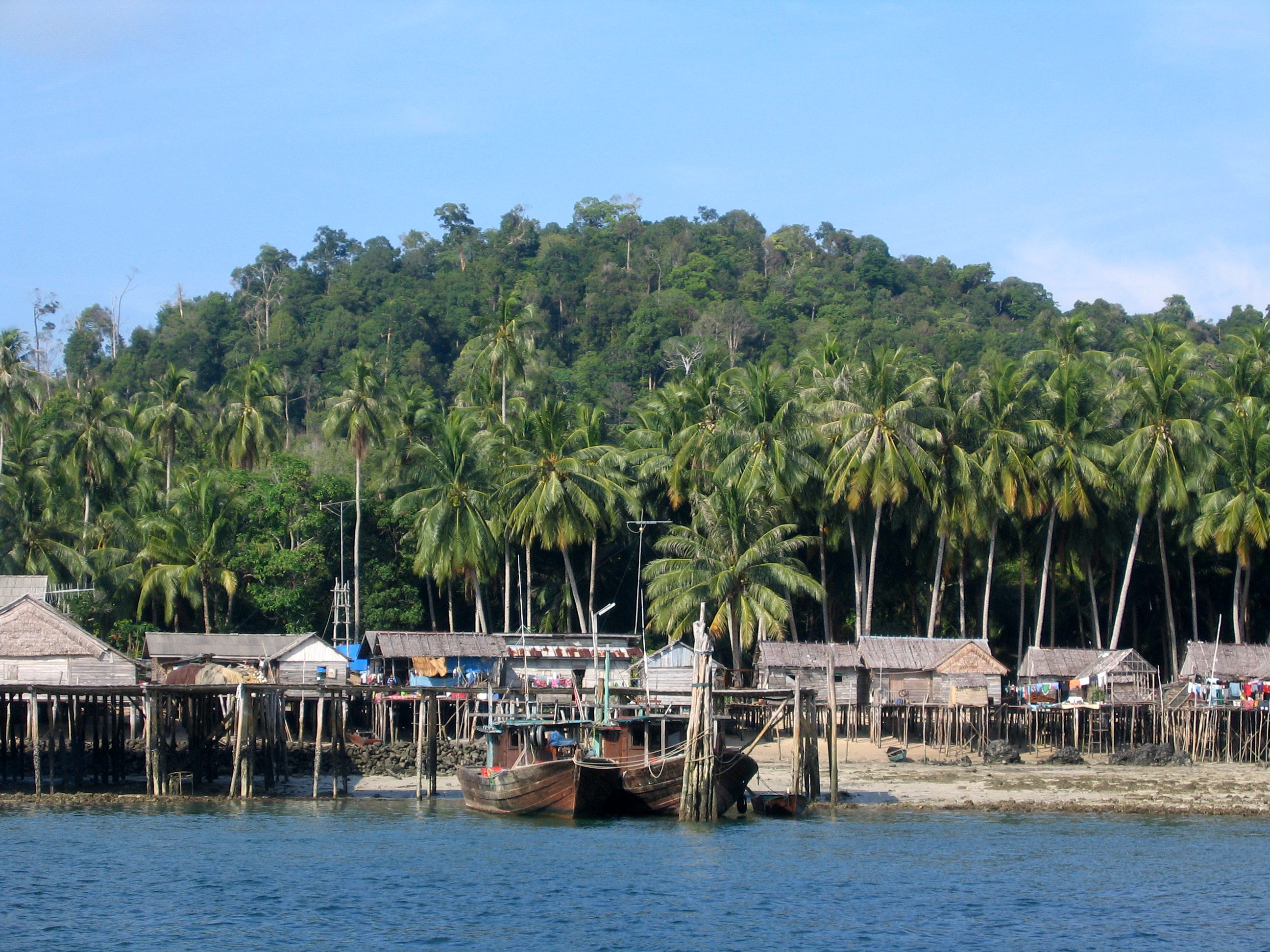
Свайные дома на одном из островов архипелаг Линга, Индонезия

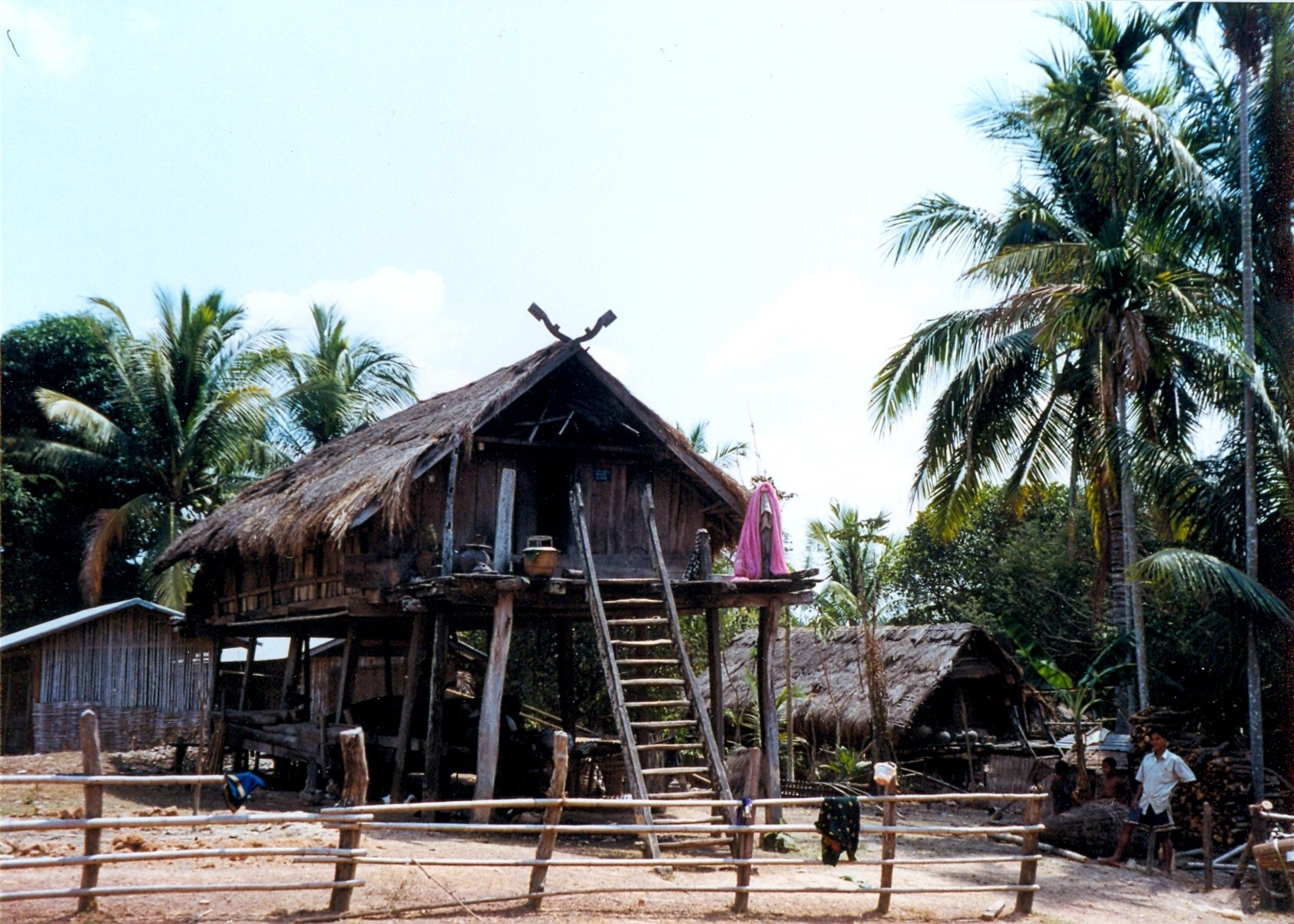
Свайное жилище в провинции Аттапы, южный Лаос

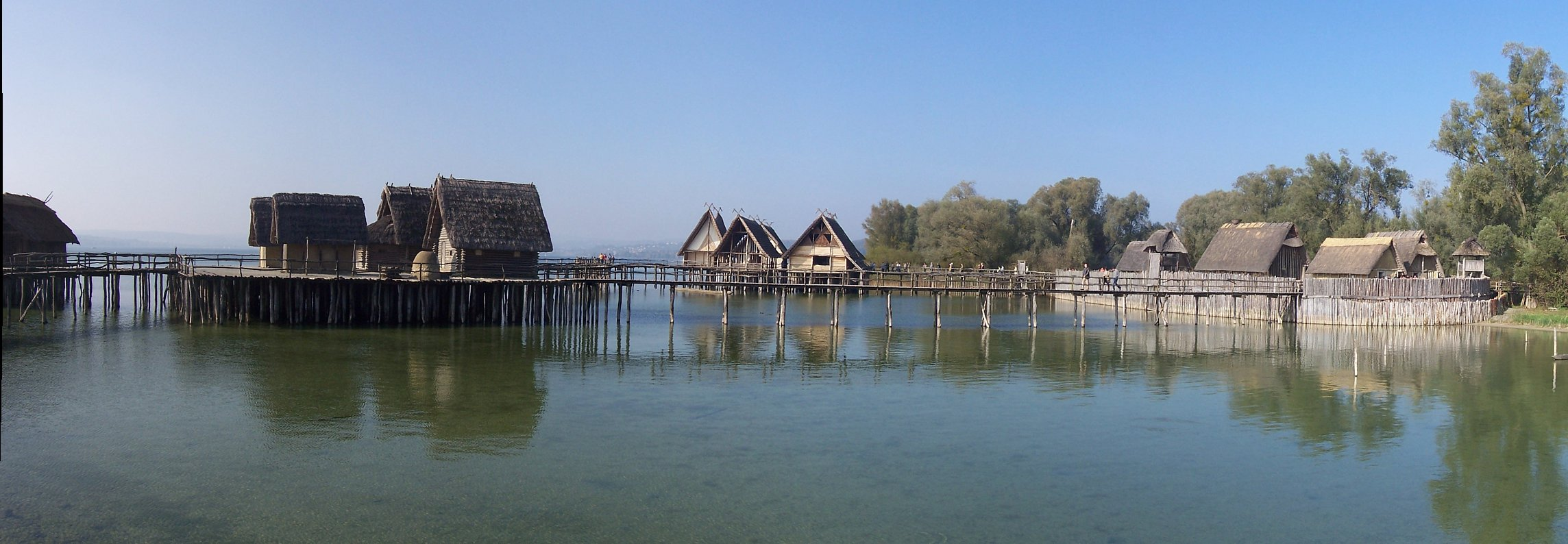
Реконструкция неолитических свайных жилищ в Унтерульдингене. (См. также статью доисторическая Швейцария)

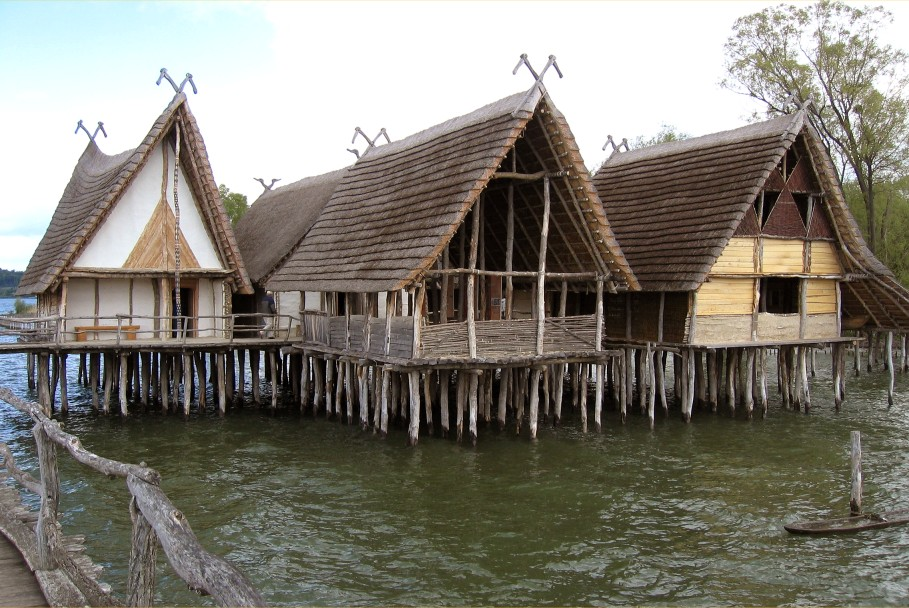
Реконструкция свайных жилищ периода позднего неолита

Свайные жилища (применительно к террамарам также могут называться палафитты, от итал. palafitta) — дома, возведённые на сваях над поверхностью земли или над водой.

## История и современность
Геродот описывал народ пэонов, живший на Празийском озере, во Фракии, жилища которого устроены на сваях, на высоком помосте, сообщающемся узкими мостками с берегом.
Зимой 1854 года, вследствие необычно низкого стояния воды в Цюрихском озере, обнаружились в нём кое-где сваи, и ранее бывшие, впрочем, известными местным рыбакам. Прибрежные жители решили воспользоваться этим обстоятельством, чтобы отвоевать себе у озера лишней земли, захватив занятое сваями пространство и отделив его плотиной. При этих работах, копаясь среди остатков свай, они стали находить обработанные камни, кости, черепки. Это обратило внимание местных археологов (в особенности Келлера), которые и занялись здесь тщательными поисками, в результате которых было найдено множество остатков быта эпохи каменного века. Впоследствии усиленные поиски в этом направлении привели к открытию подобных же свайных построек в других озёрах Швейцарии.
В эпоху неолита и раннего бронзового века свайные жилища были широко распространены в Альпах и на Паданской равнине (культура Террамар). Остатки свайных жилищ были обнаружены археологами также на Люблянских болотах в Словении, на озёрах Мондзе и Аттерзе в Верхней Австрии. Ранее археологи предполагали, что свайные жилища эпохи неолита и медного века представляли собой искусственные острова, подобно шотландским кранногам, однако как показывают современные исследования, большинство этих жилищ располагались на берегах озёр, которые оказались под водой намного позднее. Реконструированные свайные жилища представлены в музеях под открытым небом в Унтерульдингене и в Цюрихе. В неолитической Скандинавии существовал единственный пример свайного посёлка, который служил культовым центром — Альвастра в Швеции. Известна находка свайного поселения на искусственном острове возле города Гластонбери в Великобритании.
В наши дни свайные жилища широко распространены в некоторых местах на севере Бразилии, в Юго-Восточной Азии, в Папуа-Новой Гвинее и в Западной Африке. В Альпах подобные здания, известные под названием raccard, до настоящего времени используются в качестве амбаров. Подобные амбары также используются в Западной Африке, в частности, в ряде регионов Мали и Гвинеи, населённых носителями языков мандинка.
Свайные дома также распространены и в Западном полушарии, где возникли независимо от влияния Старого света и были распространены в ряде доколумбовых культур. В особенности подобные дома распространены в долинах тропических рек Южной Америки, в частности, Амазонки и Ориноко с притоками. Свайные дома были настолько широко распространены вдоль берегов озера Маракаибо, что Америго Веспуччи дал местности название Венесуэла (букв. «маленькая Венеция»). По мере того, как ураганы стали создавать опасность затопления для побережья Мексиканского залива, всё больше обычных домов стали перестраивать в виде свайных домов.
Как правило, свайные дома строились для защиты от наводнений, но иногда также и в качестве складов, труднодоступных для мелких вредителей. Примерами подобных зданий в России являются лабазы. В Испании распространены своеобразные амбары оррео — постройки на сваях, защищённые от грызунов каменными горизонтальными плитами между каждой сваей и полом. Причём прежде в Астурии, по утверждению Николая Вавилова, посетившего её в 1927 году, «палафитические» постройки были преобладающими и использовались не только как амбары, но и как жилые помещения:142.
В районах вечной мерзлоты отапливаемые здания и сооружения также строят на сваях, чтобы обеспечить вентиляцию и избежать оттаивания мерзлоты за счет тепла здания.